# Jack Kalotiti
Jack Kalotrip Kalotiti est un homme politique vanuatais.

## Biographie
Originaire du village de Pango (en) sur l'île d'Éfaté, Jack Kalotiti est un autochtone anglophone dans ce qui est alors le condominium des Nouvelles-Hébrides, colonie franco-britannique,. En juillet 1977 il co-fonde le parti politique Natatok Éfaté et en devient le président ; le parti s'oppose à l'indépendance immédiate de la colonie, voulue par le Vanua'aku Pati, ainsi qu'à la volonté de ce dernier de mettre fin au bilinguisme (français et anglais) du système éducatif au profit du seul anglais. Candidat malheureux aux élections législatives de 1979, Jack Kalotiti est néanmoins l'un des signataires de la Constitution des Nouvelles-Hébrides par laquelle la colonie devient indépendante avec le nom de Vanuatu en 1980. Il se présente à nouveau sans succès à une élection législative partielle en 1982.
Il noue par la suite un accord avec un homme d'affaires australien qui enrichit son village de Pango avec l'ouverture d'une station touristique.